# Râul Valea Satului, Dunăre
Râul Valea Satului este un curs de apă, afluent al Dunării. 